# 강민건
강민건(姜潣褰, 1994년 11월 5일 ~ )은 대한민국의 가수이자 작사가이다. 

## 출생
- 충청북도 청주시 출생
- 1994년 11월 5일 (양력)

## 학력
- 남성초등학교 입학
- 남평초등학교 졸업
- 남성중학교 졸업
- 충북고등학교 졸업
- 서울예술전문학교 수료
- 한국영상대학교 졸업

## 경력 사항
- 2019년 4월 ~ 2021년 4월: 제2기 세종특별자치시 청년정책위원회 위원
- 2019년 2월 ~ 2020년 2월: 제27대 한국영상대학교 총학생회장
- 2019년 1월 ~ 2020년 1월: 한국영상대학교 대학등록금심의의원회 의원
- 2019년 1월 ~ 2020년 1월: 한국영상대학교 대학평의원회 의원